# St. Francisville (Illinois)
St. Francisville is een plaats (city) in de Amerikaanse staat Illinois, en valt bestuurlijk gezien onder Lawrence County.
In 1818 werd een katholieke parochie gewijd aan Sint-Franciscus opgericht voor Franse immigranten.

## Demografie
Bij de volkstelling in 2000 werd het aantal inwoners vastgesteld op 759.

## Geografie
Volgens het United States Census Bureau beslaat de plaats een oppervlakte van 2,0 km², waarvan 1,9 km² land en 0,1 km² water.

## Plaatsen in de nabije omgeving
De onderstaande figuur toont nabijgelegen plaatsen in een straal van 16 km rond St. Francisville.